# イーブックイニシアティブジャパン
株式会社イーブックイニシアティブジャパン（英: eBook Initiative Japan Co.,Ltd.）は、かつて存在した日本の企業。LINEヤフーと協力して電子書籍販売サイト「ebookjapan」の運営と、LINE Digital Frontierが運営するLINEマンガの取次業務、紙書籍オンライン販売店「bookfan」の運営を行っていた。
eBookJapanの名称は、創業者の鈴木雄介が小学館インターメディア部に在籍当時に携わっていた「電子書籍コンソーシアム」（活動期間：1998 - 2000年）の愛称「e-book Japan」にちなむ。
2022年3月よりは、LINEマンガの運営会社であるLINE Digital Frontier株式会社傘下。

## 沿革
- 2000年
  - 5月17日 - 東京都千代田区神田駿河台で、コンテンツの電子化及び配信サービスを目的として設立。
  - 9月 - 通商産業省の新事業創出促進法の認定事業者となった。
  - 12月 - 電子書籍ストア「10daysbook」を提供開始。
- 2001年
  - 10月 - 2001年に手塚プロダクションと契約し、同年12月20日より当時世界初となる手塚治虫漫画全集382巻の電子書籍を発売[4]。
- 2002年
  - 5月 - ハドソンと開発した電子書籍閲覧用ソフトウェア「ebi.BookReader」をリリース。
- 2003年
  - ヤフー株式会社と提携し、Yahoo!コミックへコンテンツの提供開始。
- 2007年
  - 10月 - 電子書籍をインターネット上で預かる「トランクルーム」サービスを開始。
- 2008年
  - 11月 - iPhone用ブックリーダー「ebiReader」の提供開始。
- 2009年
  - 4月14日 - Web Magazine「KATANA」を創刊[5]。
  - 6月 - iPhone/iPod touch向け専用サイトを開設。Mac用ブックリーダーの提供開始。
  - 11月 - Windows Phone用ブックリーダーの提供開始。
- 2010年
  - 1月 - 電子書籍を配信するeBookTaiwanと技術・業務提携。
  - 7月 - iPad用サイトを開設。
  - 9月 - Android用ブックリーダーの提供開始。東京都千代田区西神田に移転。
  - 12月 - iPad用ブックリーダー「ebiReaderHD」の提供開始。
- 2011年
  - 10月 - 東京証券取引所マザーズ市場に上場[6]、2013年10月には東京証券取引所第一部に市場変更された。
- 2012年
  - 4月 - JALボーイング787に電子漫画サービス「SKY MANGA」の提供開始。
- 2013年
  - 10月 - 東京都千代田区神田駿河台に移転。
- 2015年
  - 5月 - オンライン書店を運営する株式会社ブークスを連結子会社化。
  - 11月 - WEB＆アプリ雑誌「みんなのコミック」の提供開始。
  - 11月 - eBookJapanオリジナル電子レーベル「BLfranc」の提供開始。
  - 11月 - インドネシア向け電子書店「MangaMon」の提供開始。
  - 12月 - 小学館と共同で「eBigComic4」の提供開始。
  - 12月 - ブークスへ電子書籍提供サービスを開始。これによりブークスの提携先200サイト以上へ電子書籍の提供開始[7]。
- 2016年
  - 5月 - 株式会社ブークスを吸収合併。
  - 7月 - レオパレス21管理物件の入居者向けに「eBookJapan for LEONET」の提供開始[8]。
  - 9月 - ヤフー株式会社が株式公開買付け及び第三者割当増資などにより40%を超える株式を取得し、ソフトバンクグループ株式会社とともに、親会社となった[9][10]。
- 2017年
  - 2月 - ボーイズラブに特化したネット通販サイト「コミコミスタジオ」を運営する株式会社中央書店と共同で電子書籍販売サイト「eBookJapan for コミコミスタジオ」の提供開始。
  - 3月3日 - 子会社株式会社トキオ・ゲッツの株式を株式会社オプトホールディングに譲渡
  - 3月14日 - 連結子会社Find Japan株式会社の株式をFind Japanの経営者に譲渡。
  - 3月23日 - 子会社フォーリー株式会社の株式を小学館に譲渡。
  - 4月 - ヤフー株式会社が運営するYahoo!ブックストアの運営業務受託を開始[11]。
  - 7月 - LOHACO内のマーケットプレイスに紙書籍販売サイト「BOOKFAN for LOHACO」を出店。
  - 8月 - 「なつかしまんが全話読破」の提供開始。
  - 9月 - 子会社上海漫客客网络科技有限公司の清算結了。
- 2018年
  - 4月 - 子会社株式会社バズグラフの全株式を株式会社サイネックスに譲渡[12]。
  - 7月 - ヤフー株式会社と協力して運営するiOS版コミックアプリ「ebookjapan」をリリース。
  - 10月 - ヤフー株式会社と協力して運営する電子書籍販売サービス「ebookjapan」及びAndroid OS版コミックアプリ「ebookjapan」をリリース。
- 2019年
  - 2月 - 東京都千代田区麹町に本店移転。
  - 3月 - 電子書籍サイト「eBookJapan（www.ebookjapan.jp/ebj/）」と「Yahoo!ブックストア（bookstore.yahoo.co.jp）」を統合し、新サイト「ebookjapan」に移行[13]。
  - 7月 - ebookjapanでPayPay利用開始
- 2021年
  - 4月 - ebookjapanでタテヨミ電子コミックwebtoon配信開始。
  - 4月 - オリジナル漫画レーベル「ebookjapanコミックス」を設立し、オリジナルまんがの配信開始[14]
  - 11月 - 韓国のネット大手・ネイバーの子会社でLINEマンガの運営会社であるLINE Digital Frontier株式会社が株式公開買付けにより36.05%の株式を取得[15][16]。
- 2022年
  - 2月2日 - 東京証券取引所第一部上場廃止[17]。
  - 2月4日 - 株式併合により、株主がLINE Digital Frontier株式会社とヤフー株式会社のみとなる。
  - 3月31日 - LINE Digital Frontier株式会社の完全子会社となる[18]。
- 2024年
  - 9月1日 - 親会社LINE Digital Frontier株式会社に吸収合併され解散[19]。

## ebookjapan
LINEヤフー株式会社と株式会社イーブックイニシアティブジャパンが協力して運営している電子書籍販売サービス。
2000年12月、「10daysbook」という電子書籍販売サイトを開設。2004年10月1日にeBookJapan に改称された。2018年10月、ヤフーとの協業によってebookjapan (全て小文字) サイトが新たに開設された。2019年3月28日、2つの電子書籍販売サイトであるYahoo! ブックストアとeBookJapanが新サイトに統合され現在に至る。ebookjapanで販売される電子書籍の形式は、ながらく独自のEBI.Jフォーマットのみであったが、2012年末よりリフロー型の.bookフォーマット（ボイジャー）およびXMDFフォーマット（シャープ）に対応すると共に、同形式での電子書籍の取り扱いを開始した。2013年よりEPUBフォーマットにも対応している。
いち早く手塚治虫作品を電子書籍化したことを皮切りに、マンガを中心に約37万冊を販売する。ITmediaのレビューによれば、2015年5月現在はマンガが他の競合と比べてラインナップが豊富である ほか、競合よりも「明らかに」高画質であると指摘している。また、本棚に実物の本と同じ背表紙が表示されるのも独自の特徴である。他方、近年大幅に取り扱いを開始した一般書籍の読書補助機能などについては出遅れており、競合と比べても未だ不十分であるとしている。
トランクルームサービス
2007年10月1日サービス開始。利用者が購入した電子書籍データをクラウドサービスとしてeBookJapanの管理するサーバーに保管できるサービスとしては世界初のサービスである。
トランクルームに預ける電子書籍データは50冊までは無料で、50冊を超える場合は冊数に応じて年会費が必要であったが、eBookJapanでの電子書籍の累計販売冊数が1000万冊を超えたことをきっかけに、2011年1月18日より冊数制限無しの無償化となる。
購入した電子書籍データを「トランクルーム」に預ける（端末からアップロードする）ことで、別途登録された端末間で電子書籍データを移動できるようになる。長らく複数の端末に同時にダウンロードすることはできない仕様であったため、複数の端末で同時に同じ電子書籍の閲覧は行えなかった。しかし2014年2月18日より、特記がある商品をのぞき大部分の書籍で端末5つまでの同時閲覧が可能となった。
EBI.Jフォーマット
EBI.Jフォーマットは、イーブックイニシアティブジャパンが開発した電子書籍フォーマット。ebi.j、ebi-jといった表記も見られる。
文字データも画像として扱っているのが特徴。
EBI.Jフォーマットを閲覧するソフトウェア、アプリもeBookJapanで提供、配布されている。かつては、松下電器産業が販売した電子書籍端末シグマブックで「ebi.jブックリーダー」が採用されていたこともある。
ファイル拡張子は.ebi。

## bookfan
イーブックイニシアティブジャパンの紙書籍オンライン販売サービス。
シスコラボ株式会社（後の旧・株式会社ブークス）が2005年11月にオンライン書店「シスコストア」としてサービスを開始、2008年1月「boox store」への名称変更、2011年2月にパピレスと連携し電子書籍を販売開始、2011年12月新設分割により新・株式会社ブークスに運営会社が変更、2012年mixiモールと楽天市場に出店、2013年Yahoo!ショッピングとポンパレモールに出店、2015年12月にイーブックイニシアティブジャパンに電子書籍の取次を変更しハイブリッド書店「BOOKFAN by ebookjapan」として名称変更、 2016年5月合併によりイーブックイニシアティブジャパンに運営会社が変更、2017年LOHACOに出店、2019年3月CD・DVD商材の取り扱いを終了、2019年4月1日に「BOOKFAN by ebookjapan」本店のすべてのサービスを終了し自社サイトを閉鎖。以降BOOKFANの店名でYahoo!ショッピング、LOHACO、楽天市場、ポンパレモールなどのオンラインモールに出店して紙書籍通販を行っている。
オンライン書店ASPサービス
旧ブークスが企業向けオンライン書店ASPサービス として2005年11月に開始し、2015年12月から電子書籍提供を開始。株式会社ベネフィット・ワン（「ベネフィット・ブック・ストア」）などに紙書籍と電子書籍のハイブリッド書店サービスを提供していた。

## オリジナルコンテンツ事業
ebookjapanコミックス
2021年4月創刊のオリジナル漫画レーベル。
みんなのコミック
2015年11月11日に創刊したWEB＆アプリ雑誌。2016年11月30日に電子単行本化開始。2018年10月31日に更新を終了。
BLfranc
2015年11月20日に創刊 したボーイズラブレーベル。
KATANA
2009年4月にWeb Magazineとして創刊し、2016年7月号で配信終了。